# アバド・サントス駅
アバド・サントス駅（アバド・サントスえき、英語 : Abad Santos LRT Station）は、マニラ市の中心地区の一つであるトンド地区にあるマニラ・ライトレール・トランジット・システム (Manila LRT)  LRT-1線（グリーンライン）の駅であり、リザール (Rizal Avenue)と、ホセ・アバド・サントス通り (Jose Abad Santos Avenue)　の交差点付近にある。

## 駅構造
相対式ホーム2面2線を有する高架駅である。

## 駅周辺
- マニラ中華墓地南門(英語：Manila Chinese Cemetery South Gate)